# 圣科隆巴诺贝尔蒙泰
圣科隆巴诺贝尔蒙泰（義大利語：San Colombano Belmonte），是意大利都灵省的一个市镇。总面积3平方公里，人口376人，人口密度125.3人/平方公里（2009年）。ISTAT代码为001238。